# Crossopsora gilgiana
Crossopsora gilgiana är en svampart som först beskrevs av Henn., och fick sitt nu gällande namn av Buriticá & J.F. Hennen 1980. Crossopsora gilgiana ingår i släktet Crossopsora och familjen Phakopsoraceae.   Inga underarter finns listade i Catalogue of Life.